# Кубок СССР по хоккею с шайбой 1953
Третий розыгрыш Кубка СССР по хоккею с шайбой начался спустя две недели после окончания чемпионата. К участию были допущены все 17 команд чемпионата СССР (9 из класса «А» и 8 из класса «Б»), а от Москвы, Ленинграда и «хоккейных» союзных республик на этот раз допускались только обладатели кубков текущего сезона. В этом розыгрыше отказалась играть только одна команда – представитель КФССР.

## Список участников
| Команды класса «А» | Команды класса «Б» | Остальные команды |
| --- | --- | --- |
| - «Динамо» Ленинград - «Динамо» Москва - «Динамо» Свердловск - «Крылья Советов» Москва - «Спартак» Москва - «Химик» Электросталь - ВВС МВО - ДО Ленинград - ЦДСА | - «Даугава» Рига - «Дзержинец» Челябинск - «Динамо» Таллин - «Кауно Аудиняй» Каунас - «Спартак» Минск - «Торпедо» Горький - ДО Новосибирск - СК им. Сталина Молотов | - ВВС МВО-2 (обладатель Кубка Москвы) - СКИФ Ленинград (обладатель Кубка Ленинграда) - «Динамо» Новосибирск (обладатель Кубка РСФСР) - ? (обладатель Кубка КФССР) - «Калев» Таллин (обладатель Кубка ЭССР) - «Динамо» Рига (обладатель Кубка ЛатССР) - «Инкарас» Каунас (обладатель Кубка ЛитССР) - «Искра» Минск (обладатель Кубка БССР) - «Динамо» Киев (обладатель Кубка УССР) |

## 1/16 финала
| 10.02.1953 | «Калев» Таллин         | «Крылья Советов» Москва | 0:31 |
| 11.02.1953 | СК им. Сталина Молотов | «Динамо» Москва         | 3:8  |
| 14.02.1953 | «Кауно Аудиняй» Каунас | «Динамо» Ленинград      | 2:10 |
| 14.02.1953 | «Даугава» Рига         | «Динамо» Новосибирск    | 6:4  |
| 15.02.1953 | «Динамо» Рига          | ВВС МВО                 | 1:19 |
| 15.02.1953 | «Спартак» Москва       | ВВС МВО-2               | 12:4 |
| 15.02.1953 | «Искра» Минск          | ЦДСА                    | 0:22 |
| 15.02.1953 | СКИФ Ленинград         | «Динамо» Свердловск     | 0:9  |
| 15.02.1953 | «Торпедо» Горький      | ДО Ленинград            | 3:9  |
| 16.02.1953 | «Динамо» Таллин        | «Дзержинец» Челябинск   | 6:2  |

## 1/8 финала
| 20.02.1953 | «Динамо» Таллин         | ВВС МВО                | 0:6  |
| 21.02.1953 | ДО Ленинград            | ЦДСА                   | 3:7  |
| 22.02.1953 | «Динамо» Ленинград      | «Спартак» Москва       | 10:7 |
| 22.02.1953 | «Динамо» Киев           | «Спартак» Минск        | 1:2  |
| 22.02.1953 | «Даугава» Рига          | «Динамо» Свердловск    | 8:0  |
| 22.02.1953 | «Крылья Советов» Москва | ДО Новосибирск         | 4:1  |
| 23.02.1953 | «Динамо» Москва         | «Инкарас» Каунас       | 16:1 |
|            | «Химик» Электросталь    | обладатель кубка КФССР | +:-  |

## 1/4 финала
| 27.02.1953 | «Спартак» Минск      | «Динамо» Москва         | 1:7  |
| 27.02.1953 | «Химик» Электросталь | «Крылья Советов» Москва | 3:14 |
| 27.02.1953 | «Динамо» Ленинград   | ЦДСА                    | 2:7  |
| 28.02.1953 | «Даугава» Рига       | ВВС МВО                 | 3:5  |

## 1/2 финала
| 03.03.1953 | ЦДСА            | «Крылья Советов» Москва | 6:0 |
| 04.03.1953 | «Динамо» Москва | ВВС МВО                 | 3:2 |

## Финал
| 12.03.1953 | «Динамо» Москва | 3:2 (2:1, 0:0, 1:1) | ЦДСА | Стадион «Динамо», Москва Зрителей: более 15 000 |

| Отчёт                                                     | Отчёт               | Отчёт              | Отчёт            | Отчёт |
| --------------------------------------------------------- | ------------------- | ------------------ | ---------------- | ----- |
|                                                           |                     |                    |                  |       |
|                                                           | Лев Яшин            | Вратари            | Евгений Климанов |       |
|                                                           | Голы:               |                    |                  |       |
| В.Блинков (В.Трофимов) В.Блинков (Ю.Крылов) А.Солдатенков | 1:0 1:1 2:1 2:2 3:2 | В.Брунов Ю.Копылов |                  |       |
|                                                           |                     |                    |                  |       |
|                                                           |                     |                    |                  |       |
|                                                           |                     |                    |                  |       |
|                                                           |                     |                    |                  |       |
|                                                           |                     |                    |                  |       |